# Ferdinand Lappert
Ferdinand Lappert (ur. 1903, zm. ?) – zbrodniarz hitlerowski, członek załogi obozu koncentracyjnego Mauthausen-Gusen i SS-Sturmmann.
Niemiec sudecki. Do Waffen-SS przeniesiono go 31 stycznia 1945 z Luftwaffe. Pełnił służbę jako strażnik w obozie Gusen od września 1944 do 9 kwietnia 1945. Zastrzelił jednego więźnia podczas próby ucieczki, a dwóch innych zakatował na śmierć kolbą karabinu.
Lappert został skazany w procesie załogi Mauthausen-Gusen (US vs. Johann Altfuldisch i inni) przez amerykański Trybunał Wojskowy w Dachau na karę śmierci. Wyrok zamieniono jednak następnie na dożywocie.